# 泰茅斯鎮區 (密歇根州)
泰茅斯鎮區（英語：Taymouth Township）是位於美國密歇根州薩吉諾縣的一個行政鎮區。

## 地方資料
泰茅斯鎮區的面積為92.40平方千米，當中陸地面積為92.10平方千米，而水域面積為0.30平方千米。根據2020年美國人口普查的數據，當地共有人口4065人，而人口密度為每平方千米43.99人。